# Éric Petetin
Éric Petetin, dit « l'Indien », né à Paris le 23 avril 1953, est un écologiste, chrétien et libertaire français qui a pris la tête du mouvement contre la construction du tunnel du Somport, tunnel destiné à faciliter la circulation entre la France et l'Espagne.

## Biographie
Éric Petetin passe son enfance dans le Sud-Ouest en déménageant à plusieurs reprises au gré des mutations de son père, cadre supérieur à la SNCF pour atterrir à Bordeaux en 1969 où il fera ses études. Il découvre, jeune, les Pyrénées. Épris de montagne, il parcourt la chaîne dans les années 1970. Puis il s’installe en vallée d'Aspe.
Diplômé de l'Institut d'études politiques de Bordeaux, et titulaire d'une maîtrise d'histoire sur la vie d'un jésuite bordelais atypique de la première moitié du XXe siècle, Antoine Dieuzayde, il passe sa période d'objection de conscience dans la famille de Jean Lassalle, lequel deviendra plus tard un adversaire politique de Petetin lors de la lutte contre le projet de tunnel routier du Somport.
Il tient l'auberge des randonneurs à Etsaut. En 1984 avec deux amis, il obtient la location de l'ancienne gare de Cette-Eygun renommée la Goutte d'eau. Il participe activement à la vie de la vallée et s’implique particulièrement dans l’équipement des voies d’escalade de la Mâture avec Christian Ravier. Il devient guide de haute montagne. Il crée en mai 1985 un gîte d’étape à la Goutte d'eau, où il organise des stages d’escalade. Le lieu regroupe l'association, un café et un refuge d'une trentaine de lits et reçoit l'agrément Jeunesse et Sports. Le premier stage d’initiateur d’escalade de la FFM passe par le chemin de la Mâture et Éric Petetin dans le milieu des années 1980.
Le projet de tunnel du Somport et la protection des espèces telles que l'ours des Pyrénées éveillent en lui une fibre écologique. Surnommé « l'Indien », du fait de la plume de vautour qu'il met dans ses cheveux, il est d'abord connu comme étant un militant écologiste et associatif qui a pris la tête du mouvement contre la construction du tunnel, destiné à faciliter la circulation entre la France et l'Espagne notamment l'hiver. Il a mené diverses actions, notamment en contestant la nécessité du tunnel, en élaborant un contre-projet par rail puis en organisant des sabotages d'engins de travaux et des tentatives pour retarder le chantier. 
Arrêté de très nombreuses fois par la police, il est condamné à une série de peines représentant au total 14 mois de prison. Emprisonné, il est soutenu par des personnalités telles que le chanteur Renaud ou l'écrivain Christian Laborde.
Il est gracié par le président François Mitterrand en 1993.
Il devient alors une cible et un wagon aménagé de la Goutte d'eau est incendié par des inconnus en 1992, 23 Aspois sont inculpés dans cette affaire. Une seconde expédition punitive a lieu en 1993.
En mai 1994, Petetin prend la tête de la plus grande manifestation de l'histoire de la vallée d'Aspe avec 8 000 manifestants venus d'Espagne et de toutes les régions de France. Le cortège s'achèvera par des échauffourées avec les forces de l'ordre. 

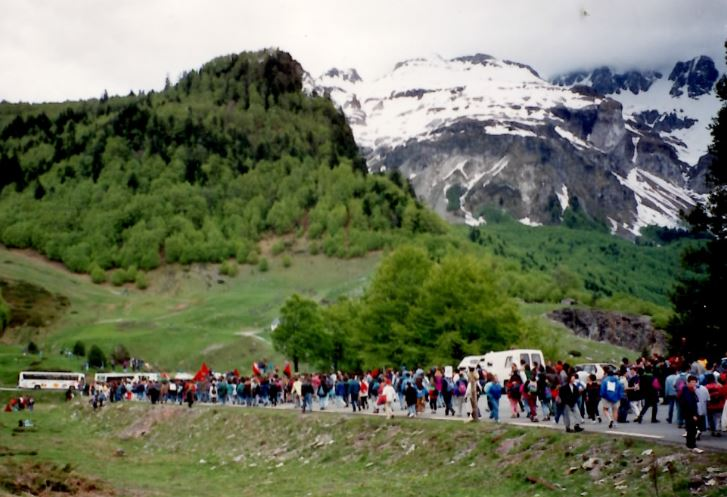
Manifestation Somport du 22 mai 1994
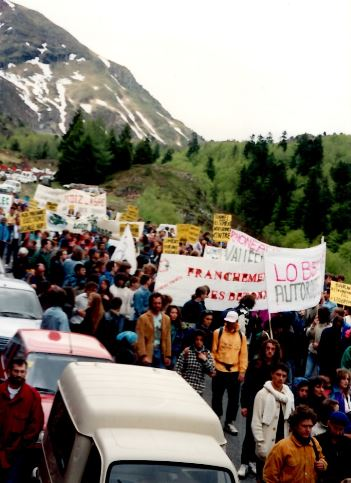
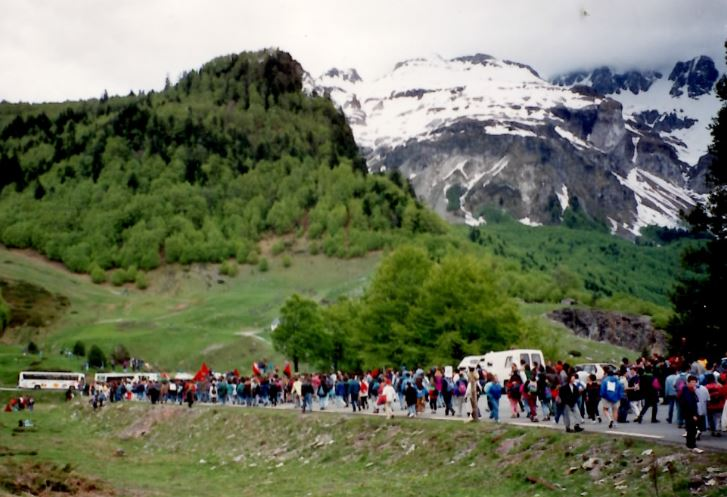
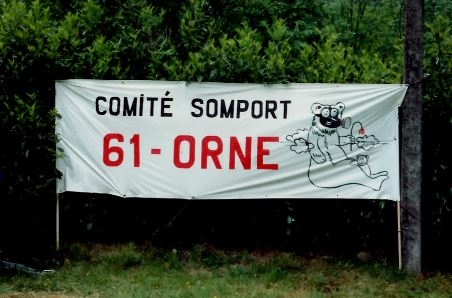
Comité Somport Orne

Avec d'autres militants, il fait une grève de la faim, du 15 mars au 13 avril 2000, et est conduit à l'hôpital psychiatrique pendant quelques jours par décision de justice, en 2000.
L'histoire de la lutte contre le tunnel du Somport s'est globalement achevée au début de l'année 2003, date de l'inauguration (discrète) du tunnel, douze ans après le début des travaux. La bataille du tunnel est perdue pour ses opposants, mais pas celle contre l'axe E7 Bordeaux/Valence qui est loin d'être réalisé puisqu'il manque l'autoroute Bordeaux/Pau/Oloron et que dans la vallée, seul un petit tiers de la vieille RN 134 a été transformé en axe aux normes européennes. Les nuisances de la circulation que son ouverture entraîne débouche naturellement sur de vives polémiques. Selon un reportage du journal Le Monde, même les élus locaux qui avaient combattu le mouvement initié par Petetin ont « changé de ton ». Ainsi, le conseil régional d'Aquitaine parle désormais régulièrement de la réhabilitation de la ligne de chemin de fer Pau - Canfranc, comme le demandaient les écologistes depuis des décennies. Ils sont enfin écoutés à la fin des années 2000, lorsque le conseil régional vote en faveur d'une réouverture partielle de la voie ferrée jusqu'à Bedous, à 23 km d'Oloron. Les travaux de réouverture démarrent en 2014 et le train arrive en effet à Bedous au printemps 2016.
Quant à la Goutte d'Eau, son histoire se termine en octobre 2005 avec l'évacuation des derniers occupants de la maison par les forces de l'ordre, tandis que le propriétaire des murs, Réseau ferré de France, fait retirer toutes les portes et fenêtres de la gare pour la rendre inhabitable,. Après l'expulsion, l'ancienne gare restera abandonnée sans que son propriétaire entreprenne le moindre travail de réhabilitation.
Après son départ de la vallée d'Aspe, Éric Petetin travaille entre 2003 et la fin 2010 à la mairie de Bègles,.
Fin 2010, sorti de sa déprime en ayant retrouvé la foi, il retourne en vallée d'Aspe et relance l'association des Amis de la Goutte d'eau,. Avec deux compagnons aspaches (« indiens » de la vallée d'Aspe, selon ses mots), il se réinstalle dans l'ancienne gare de Cette-Eygun à Noël 2010, réhabilitant les lieux et relançant l'activité militante contre l’extension de l'axe autoroutier européen E7 à la vallée d'Aspe.
Le 22 juin 2011, le tribunal d'Oloron-Sainte-Marie, saisi par Réseau ferré de France (RFF) ordonne son expulsion. Il fait appel et demande le 4 juillet au préfet d'y surseoir. En fin de compte, à la surprise générale, RFF accepte son retour et signe avec lui et ses amis, à la mairie de Cette-Eygun, en présence du sous-préfet d'Oloron-Sainte-Marie, une convention d'occupation précaire de la gare, en décembre 2011.
Le 12 novembre 2012, il rejoint les zadistes de Notre-Dame-des-Landes et s'installe sur la ZAD, cinq jours avant la grande manifestation de réoccupation, et y restera un an et demi, tout en se rendant également de façon régulière à la ZAD de Décines, dans la banlieue lyonnaise, pour appuyer le mouvement contre ce que les opposants nomment l'OL-Land, le projet de « stade des Lumières » du tout-puissant président de l'OL, Jean-Michel Aulas, qu'il rebaptise « stade des Ténèbres ».
Le 3 juin 2014, une trentaine de gendarmes débarquent à la Goutte d'Eau pour procéder à l'expulsion de la dizaine de ses habitants. La maison est vidée de tous ses meubles, les portes et les fenêtres sont murées, les cabanes détruites, une pelleteuse retourne tout le terrain et de gros rochers sont amenés et déposés pour empêcher l'accès du moindre véhicule.
Le 28 novembre 2015, il est arrêté après un contrôle routier qui dégénère, et condamné à six mois de prison ferme et une forte amende pour « outrage raciste et coups sur un agent à la peau noire », accusation qu'il nie farouchement.

## Au cinéma
- Inspiré par le personnage d'Éric Petetin, le film Insurrection / résurrection, réalisé par Pierre Merejkowsky, est sorti le 10 novembre 2004[21].
- Il intervient dans le documentaire La Possibilité d'être humain de Thierry Kruger et Pablo Girault, sorti en 2013, où il apporte son soutien aux 87 inculpés du procès de Marmande, en octobre 2010, accusés collectivement d'avoir fauchés des OGM.
- No pasaran[22], 2009, film d'Éric Martin et d'Emmanuel Caussé tourné en Ariège, comédie inspirée de la lutte en vallée d’Aspe lors de la construction de la Nationale 134 et du tunnel du Somport.
- Eric Petetin fait un caméo musical dans le film d'Yves Boisset[23] Le Tunnel inspiré de la lutte de la vallée d'Aspe.

### Sources
- Sud Ouest Béarn du 23 juillet 2008 : « Le repaire des anti-tunnel »[réf. souhaitée]